# Marik Vos-Lundh
Marik Vos-Lundh, all'anagrafe Marie-Anne Ericsson (Leningrado, 3 giugno 1923 – Gotland, 13 luglio 1994) è stata una costumista e scenografa svedese.
Frequente collaboratrice di Ingmar Bergman, ha curato i costumi e/o le scenografie di cinque dei suoi film, ottenendo tre candidature all'Oscar ai migliori costumi e vincendolo nel 1984 per Fanny e Alexander.

## Filmografia parziale

### Costumista
- La fontana della vergine (Jungfrukällan), regia di Ingmar Bergman (1960)
- Il silenzio (Tystnaden), regia di Ingmar Bergman (1963)
- Sussurri e grida (Viskningar och rop), regia di Ingmar Bergman (1972)
- Fanny e Alexander (Fanny och Alexander), regia di Ingmar Bergman (1982)

### Scenografia
- L'ora del lupo (Vargtimmen), regia di Ingmar Bergman (1968)
- Sussurri e grida (Viskningar och rop), regia di Ingmar Bergman (1972)